# Tatabánya
Tatabánya [ˈtɒtɒbaːɲɒ] (deutsch Totiserkolonie) ist eine Stadt mit Komitatsrecht und Sitz des Komitats Komárom-Esztergom im Nordwesten Ungarns mit rund 65.000 Einwohnern. Die Stadt liegt 52 km westlich von Budapest. Durch ihre Lage ist sie ein Verkehrsknotenpunkt. Die Autobahn M1 (Europastraßen E 60, E 75) Wien–Budapest berührt, die Eisenbahnlinie Wien–Budapest führt durch die Stadt.

## Geschichte

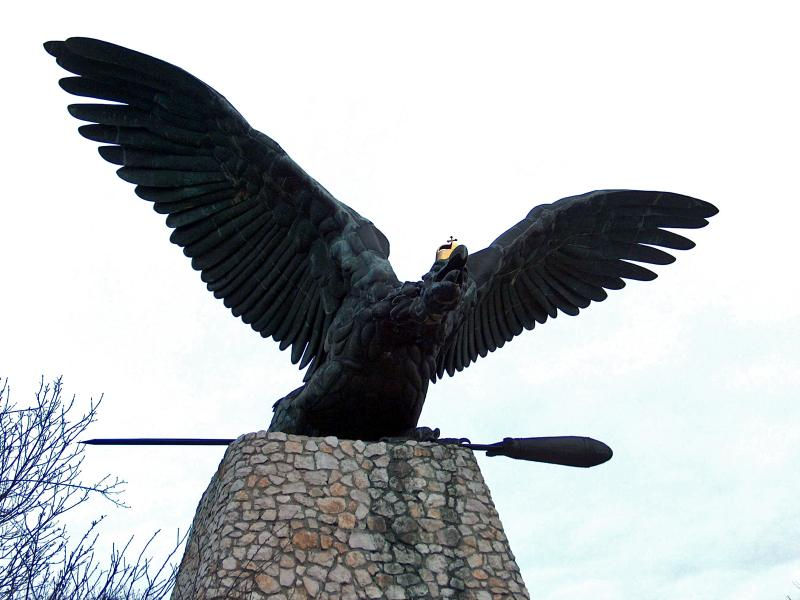
Turulvogel – Frontalansicht

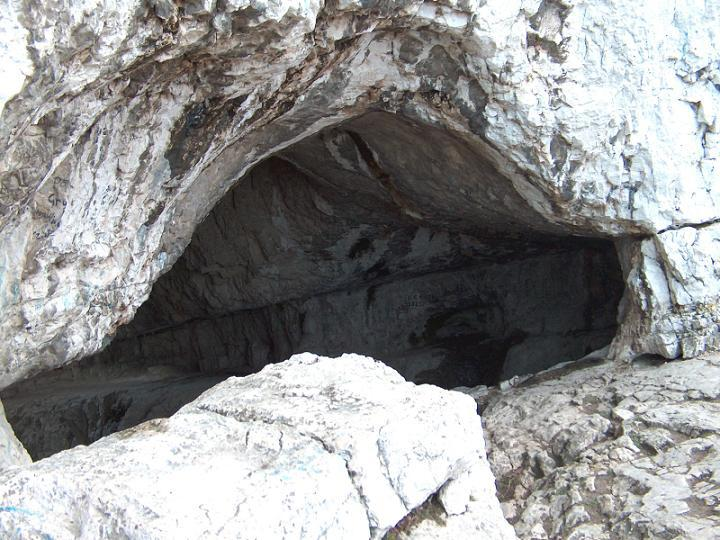
Westlicher Eingang zur Höhle

Nicht nur aus der Urzeit sind hier Spuren von Menschen zu finden, auch die Völker der Kelten, Römer, Goten und Langobarden waren hier einst ansässig. Überreste aus der Zeit der Hunnen um circa 900 n. Chr. wurden hier ebenfalls entdeckt.
Bis in die Zeit um 1700 war die Gegend infolge der Türkenkriege kaum bewohnt. Ab 1727 gehörte das Land dem Grafen József Eszterházy, der 1733 Siedler aus dem Heiligen Römischen Reich Deutscher Nation ins Land rief.
Die drei historischen Vorgängersiedlungen der Stadt sind Untergalla (Alsógalla), Obergalla (Felsőgalla) und Bánhida. Untergalla wurde ab 1733, Obergalla ab 1735 von den angesiedelten Deutschen aufgebaut. Nach den Erschließungen der Bergwerke nach 1900 entstand eine Bergbaukolonie und später die Gemeinde Tatabánya. Am 10. Oktober 1947 wurden die vier Gemeinden Obergalla, Untergalla, Bánhida und Tatabánya zur Stadt Tatabánya vereinigt.
Der frühere Stadtteil Partizántelep (deutsch Partisanensiedlung) wurde um 1940 für die Bergleute erbaut und bestand bis in die 1970er Jahre.
Der Industriecharakter der Stadt dominierte bis zur politischen Wende Ungarns. Seitdem ist die Bedeutung der Schwerindustrie und des Bergbaus deutlich zurückgegangen, und die Wirtschaftsstruktur der Stadt hat sich verändert.

Wappen der Stadt Tatabánya vor 1989

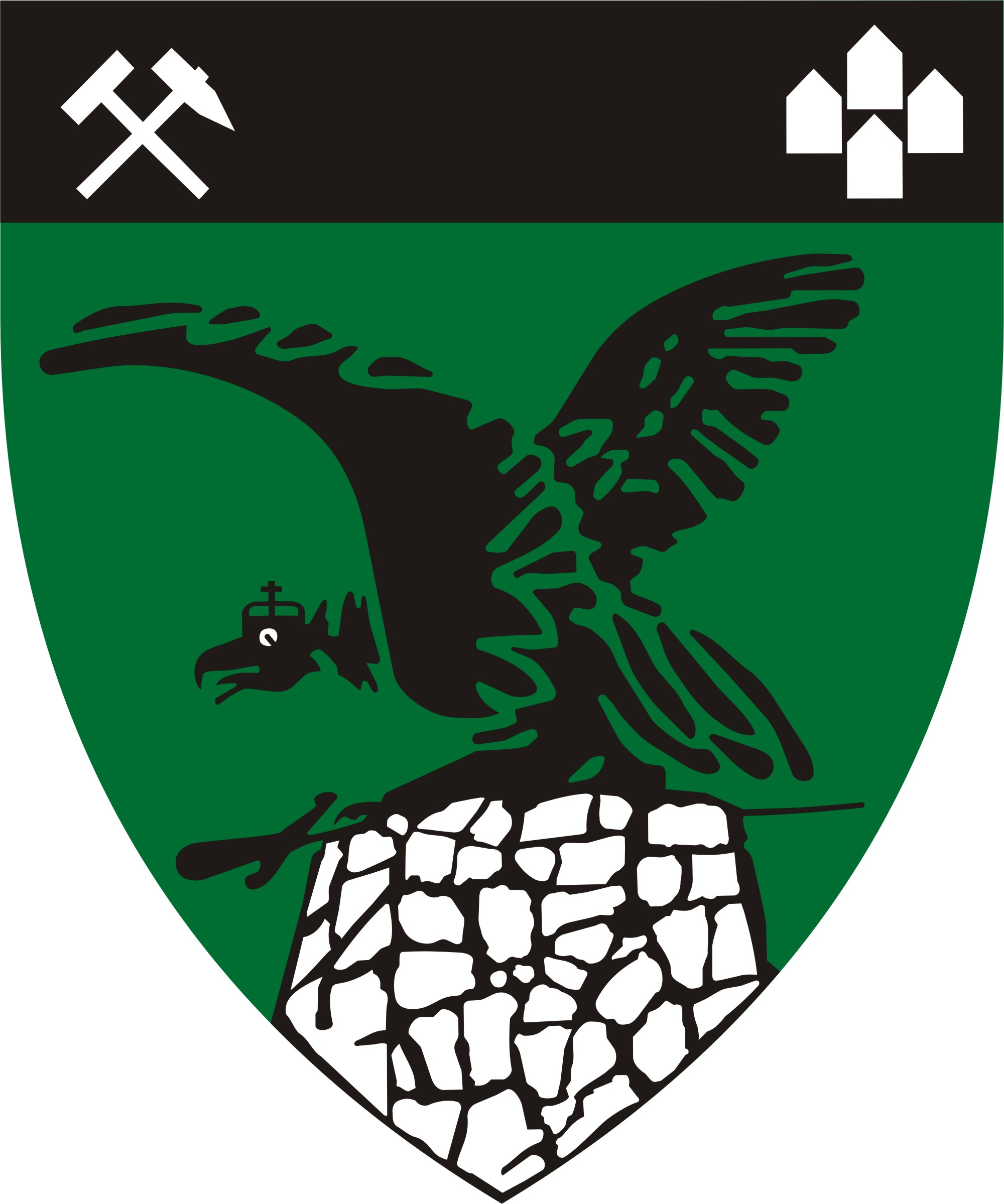
Wappen der Stadt Tatabánya von 2001

## Stadtteile heute
Tatabánya ist in sechs Stadtteile eingeteilt:
- Alsógalla (Untergalla)
- Újváros (Neustadt)
- Bánhida (Weinhied)
- Kertváros (Gartenstadt)
- Dózsakert (Dózsagarten)
- Felsőgalla (Obergalla)
- Óváros (Altstadt)

## Sport
Der bekannte Fußballklub der Stadt ist der FC Tatabánya. Erfolge erzielt auch die Handballmannschaft des Tatabánya KC, bei dem der früher beim TBV Lemgo in der Handball-Bundesliga aktive László Marosi inzwischen als Sportdirektor tätig ist. Internationale Bekanntheit erlangte der FC Tatabánya im Jahr 1985, als im Rahmen eines Europacupspiels gegen Rapid Wien das ganze Spiel hindurch die Sprechchöre im Fernsehen zu hören waren.

## Nähere Ortschaften
Nahe der Stadt Tatabánya liegen verschiedene Ortschaften:
- Gyermely
- Héreg
- Környe (dt. Kirne)
- Szárliget
- Szomor (dt. Sumur)
- Tarján (dt. Tarian)
- Várgesztes (dt. Gestitz)
- Vértessomló (dt. Schemling)
- Vértesszőlős

## Sehenswürdigkeiten
- Mari-Jászai-Theater
- Mahnmal Turulmadár (Turulvogel); größte Vogelstatue in Europa (Flügelbreite 15 m).
- Selim-Höhle
- Geretsche (Gerecse)-Gebirge und die dortige Naturlandschaft

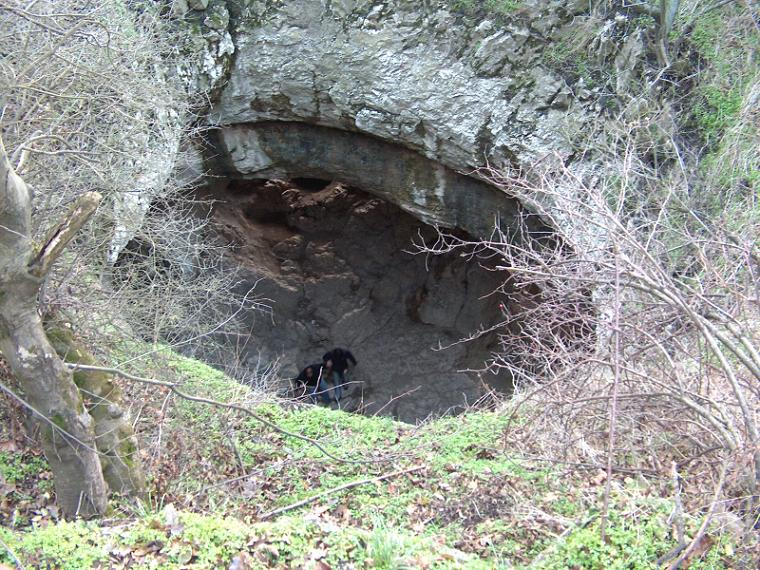
Selim-Höhle, Ansicht von oben
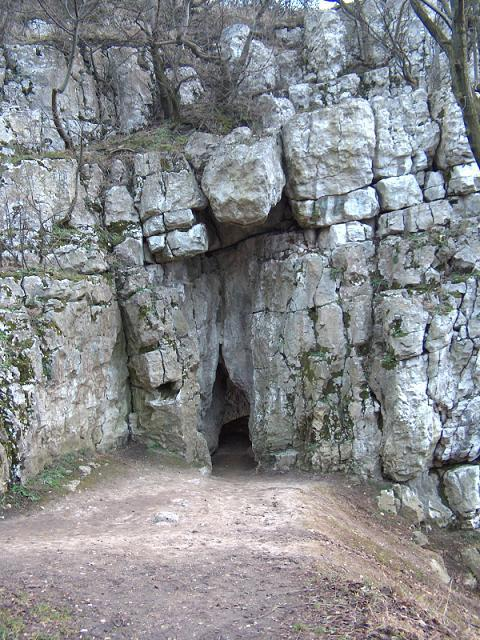
Selim-Höhle, Nördlicher Eingang
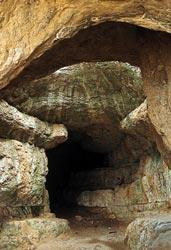
Selim-Höhle, Ansicht von innen

## Städtepartnerschaften
- Aalen, Deutschland, seit 1987[1]
- Banská Štiavnica, Slowakei, seit 2017
- Będzin, Polen, seit 2000
- Christchurch, Vereinigtes Königreich, seit 1992
- Ischewsk, Russland, seit 1992
- Odorheiu Secuiesc, Rumänien, seit 2000
- Pyjterfolwo (Пийтерфолво), Ukraine, seit 2015[2]

## Städtefreundschaften
- Nové Zámky (Slowakei)
- Saint-Ghislain (Belgien)
- Saint-Lô (Frankreich)
- Hoogezand-Sappemeer (Niederlande)

## Söhne und Töchter der Stadt
- András Székely (1910–1943), Schwimmer
- István Angyal (1914–1980), Schwimmer
- Márta Záray (1926–2001), Sängerin
- Klára Killermann (1929–2012), Schwimmerin
- Erzsébet Finta (1936–2020), Schachspielerin
- Béla Kovács (1937–2021), Klarinettist und Komponist
- Viktor Lois (* 1950), Bildhauer, Installations- und Multimediakünstler
- Katalin Sterk (* 1961), Hochspringerin
- József Kiprich (* 1963), Fußballspieler
- Rita Deli (* 1972), Handballspielerin
- Zsuzsanna Borvendég (* 1974), Historikerin und Politikerin
- Viktor Kassai (* 1975), Fußballschiedsrichter
- Robert Koch (* 1976), Volleyballspieler
- Nóra Medvegy (* 1977), Schachspielerin
- Bernadett Orsó-Ferling (* 1977), Handballspielerin
- Miklós Fehér (1979–2004), Fußballspieler
- Dávid Katzirz (* 1980), Handballspieler
- Éva Csernoviczki (* 1986), Judoka
- László Gonda (* 1988), Schachspieler
- Zsófia Tóth (* 1989), Du- und Triathletin
- Márton Lévai (* 1992), Wasserballspieler
- Gréta Juhász (* 2002), Handballspielerin